# Ралі-рейди

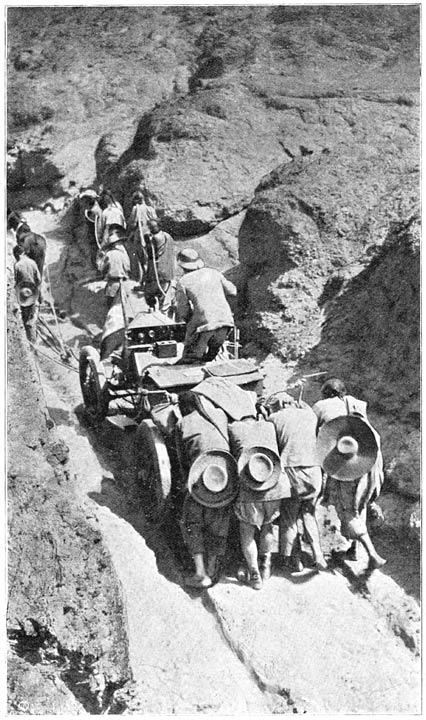
Один з перших ралі-рейдів Париж-Пекін, 1907

Ра́лі-рейд (англ. cross-country rallies або Off-road racing) — різновид ралі. Популярний вид автомотоспортивних змагань в умовах часткового або повного бездоріжжя на спеціально підготованих для цього транспортних засобах: мотоциклах, квадроциклах, автомобілях та вантажівках.

## Чемпіонати, марафони та кубки
Найвідомішим ралі-рейдом у світі є ралі "Дакар".
Ралі "Дакар" (тривалий час це ралі називалося "Ралі Париж — Дакар") — це щорічний трансконтинентальний ралі-марафон. Проводиться з 1978 року. Як правило, фінішує в столиці Сенегалу - місті Дакар.
В перегонах беруть участь як професійні гонщики (заводські команди), так і любителі (інколи їх число сягає 80%).
Крім того, на "Дакарі" участь беруть крім ралійних автомобілів і мотоцикли та вантажівки - в кожному класі виявляється свій чемпіон.
До відомих ралі-рейдів належать також гонки «Майстер-ралі», «Дезерт Челендж», а також група змагань, які носять назву баха: «Баха Португалія», «Баха Італія» та інші.
Найпрестижнішим після «Дакару» є кубок світу з ралі-рейдів. Переможці в кубках світу визначаються щорічно за підсумками певної кількості заздалегідь визначених міжнародних змагань з ралі-рейдів.